# Напівсинхронна орбіта
Напівсинхронна орбіта — орбіта добової кратності з періодом обертання, рівним половині сидеричного періоду обернення (зоряної доби) центрального тіла. У випадку з штучним супутником Землі супутник на такій орбіті здійснює два витки навколо Землі за одну зоряну добу. Зоряна доба для Землі становить 23 години 56 хвилин 4 секунди: відповідно, період обертання супутника на напівсинхронній орбіті становить 11 годин 58 хвилин.

## Приклади

### Колова
Така колова напівдобова орбіта має висоту 20 200 км, прикладами супутників, які знаходяться на цій орбіті є супутники GPS.

### Еліптична
Прикладом такої орбіти може служити висока еліптична орбіта супутників зв'язку "Блискавка", де висота супутника над поверхнею Землі становить від 500 км в перигеї до 40000 км в апогеї.